# Saint-Androny
Saint-Androny är en kommun i departementet Gironde i regionen Nouvelle-Aquitaine i sydvästra Frankrike. Kommunen ligger i kantonen Blaye som tillhör arrondissementet Blaye. År 2022 hade Saint-Androny 582 invånare.

## Befolkningsutveckling
Antalet invånare i kommunen Saint-Androny
Referens:INSEE